# كوكنية
الكَوْكَنِيّة (بالإنكليزية: Cockney) هي لكنة ولهجة من اللغة الإنجليزية ، ويحكي بها أهل لندن وضواحيها، ولا سيما من قبل الطبقة العاملة والطبقة المتوسطة الدنيا في لندن. يُستخدم مصطلح "كوكني" تقليديًا لوصف شخص من الطرف الشرقي